# 花郁悠紀子
花郁悠紀子（日语：／ Kai Yukiko，1954年9月21日—1980年12月12日），日本漫畫家，後24年組之一。

## 經歷
石川縣金澤市出身，高中時與坂田靖子認識而成為好友，參加了坂田主辦的漫畫研究會「Lovely」。高中畢業後曾當過一年的普通社員，爾後上東京，一邊擔任萩尾望都的助手，一邊投稿。1976年作品〈アナスタシアのすてきなおとなり〉刊登於《別冊ビバ・プリンセス》創刊號而出道。作品常交織科幻與奇幻要素，做為Yaoi概念的創始者之一，其耽美題材的作品也頗有人氣。1980年12月12日因胃癌病逝，得年26歲。1981年其妹波津彬子主編的同人誌《らっぽり合体任侠号》中刊登了姊妹合作的漫畫〈兄弟仁義〉為其絕響。身故後所有作品由波津彬子管理。

## 筆名
本名開發公子（日语：開発公子），筆名的花郁，日文發音同，其妹波津彬子的波津則音同日文的。

## 関連項目
- 伊東愛子